# Mental Theo
Mental Theo, de son vrai nom Theo Nabuurs, est un producteur de techno hardcore, vidéo jockey, et animateur de télévision néerlandais.

## Biographie

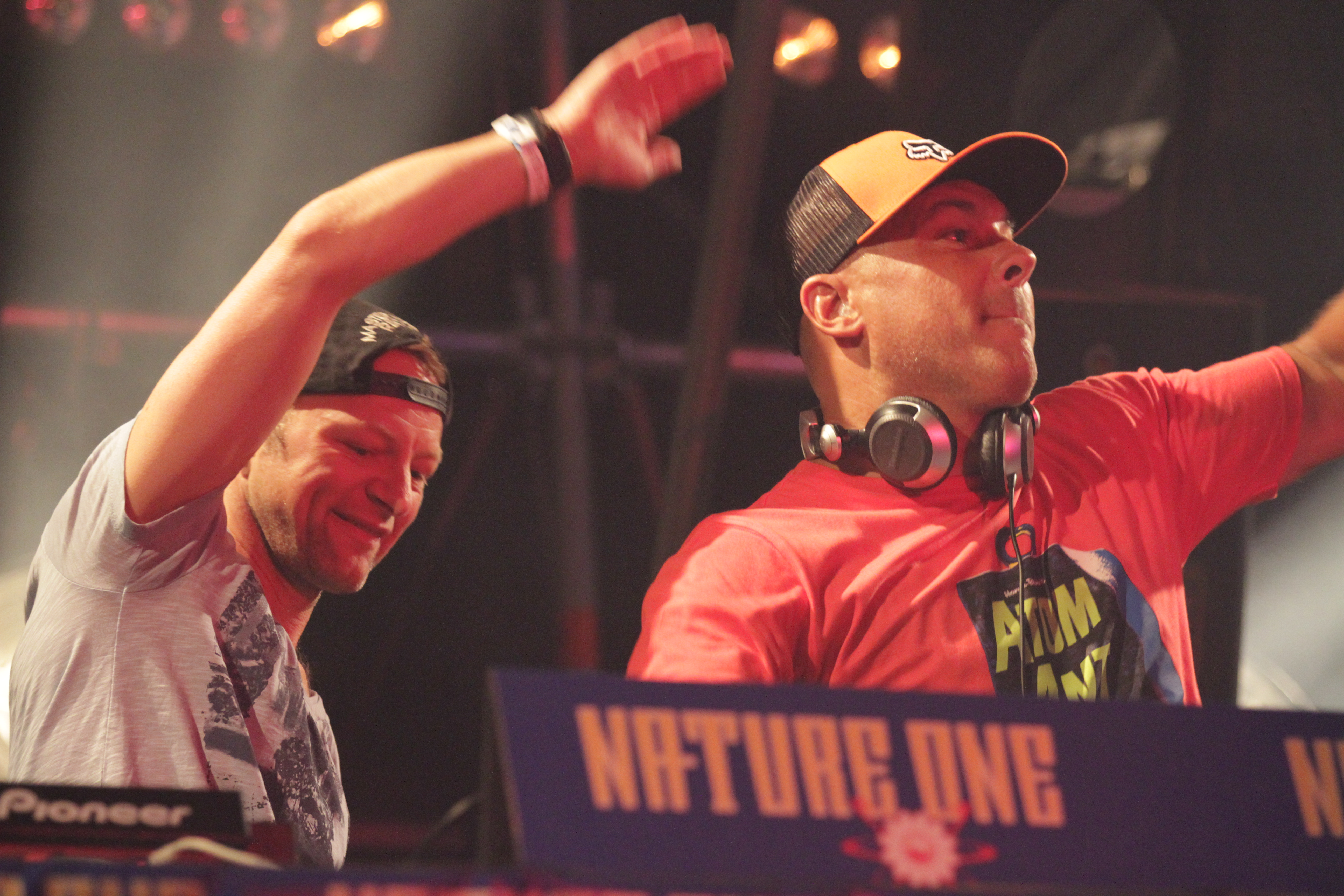
Charly Lownoise et Mental Theo, en 2013.

Theodorus Josephus Jan Nabuurs est né à Bois-le-Duc le 14 février 1965. Il mixe pour la toute première fois à l'âge de 10 ans achète par la suite ses propres albums (ABBA) ses premières platines à l'âge de 14 ans. Nabuurs débute officiellement sa carrière de disc jockey durant les années 1980 dans de nombreuses boites de nuit de Mallorca. Lors d'un festival au stade d'Utrecht, il fait la rencontre de Ramon Roelofs, qu'il connaissait sous le nom de scène R.J.'s Rule. Par la suite, ils forment ensemble un duo de musique happy hardcore, Charly Lownoise & Mental Theo, lançant ainsi la carrière musicale de Nabuurs au début des années 1990.
Devenu incontournables dans la scène underground néerlandaise, Charly Lownoise & Mental Theo se retrouvent dans les classements musicaux allemands avec des singles tels que Live at London, Fantasy World et Wonderful Days en 1995 après avoir signé avec Polydor aux Pays-Bas,. Le duo devient ainsi réputé dans des raves du monde entier, incluant également la Love Parade près de Berlin ayant attiré plus de 20 000 fans, et de nombreux festivals et événements comme Thunderdome, Decibel Outdoor, Mayday, Overdose, etc. Il devient plus tard le vidéo jockey de l'émission Hakkeeh sur la chaîne de télévision néerlandaise TMF en 1998, après le départ de Gabber Piet.